# La belle noiseuse
La belle noiseuse (Brasil: A bela intrigante / Portugal: A bela impertinente ) é um filme franco-suíço-italiano de 1991 do género drama, dirigido por Jacques Rivette baseado na narrativa curta de Honoré de Balzac (Le Chef-d'œuvre inconnu) e em três contos de Henry James: The Liar, The Figure in the carpet and The Aspern Papers.

## Sinopse
Na região rural da Provença francesa, o célebre pintor de meia-idade Édouard Frenhofer, junto a sua esposa e musa Elizabeth (Liz) procura levar uma vida bucólica. Em determinado momento, já em fim de carreira, Frenhofer recebe a visita do jovem aspirante Nicolas e de sua amante Marianne, que desejam conferenciar com o artista sobre pintura. Frenhofer se sente inspirado em Marianne para concluir uma tela inacabada, que almejava ser sua obra-prima absoluta, como uma redenção artística e espiritual: "La belle noiseuse", usando a mesma Marianne como modelo.
O filme explora minuciosamente o renascimento artístico, o sentimento de decadência frente a nova geração e a terna obsessão de Frenhofer por sua jovem modelo, bem como as intrigas e quezílias que inevitavelmente surgirão entre os dois durante a efetivação do milagre artístico, jamais evidenciado em sua totalidade.

## Versão alternativa
Jacques Rivette fez uma versão alternativa do filme de 125 minutos intitulada La belle noiseuse: divertimento feita para a televisão francesa.

## Elenco
- Michel Piccoli — Édouard Frenhofer
- Jane Birkin — Liz
- Emmanuelle Béart — Marianne
- Marianne Denicourt — Julienne
- David Bursztein — Nicolas
- Gilles Arbona — Porbus
- Marie Belluc — Magali
- Marie-Claude Roger — Françoise
- Leïla Remili — empregada
- Daphne Goodfellow — turista
- Susan Robertson — turista
- Bernard Dufour — a mão do pintor